# أليخاندرا بالما
أليخاندرا بالما (بالإسبانية: Alejandra Palma) هي لاعب هوكي الحقل أرجنتينية، ولدت في 17 يوليو 1960.

## وصلات خارجية
- أليخاندرا بالما على موقع أوليمبيديا (الإنجليزية)